# Markovščina
Markovščina je gručasto naselje v Občini Hrpelje - Kozina.
Markovščina leži med številnimi vrtačami in kraškimi kotanjami v osrednjem delu Matarskega podolja ob cesti Kozina - Reka. Nad vasjo, blizu Slivja, je vhod v 6,2 km dolgo urejeno kraško jamo Dimnice.

## NOB
Po kapitulaciji Italije so od 12. do 15. septembra 1943 partizani v okolici Markovščine razorožili okoli 20 000 italijanskih vojakov, med drugimi tudi pripadnike divizije Evgenio di Savoia z visokimi častniki vred, ki so se umikali proti Trstu.